# In a Safe Place (álbum)
En un Sitio Seguro es un álbum de Álbum Leaf, lanzado en 2004. Grabado en los estudios de Sigur Rós' Sundlaugin estudios, presenta colaboraciones de los miembros de Sigur Rós y el cuarteto Amiina.
"Window" apareció en el 2009 en el documental de la BBC, Armando Iannucci in Milton's Heaven and Hell.

## Pistas
1. "Window" – 3:44
2. "Thule" – 4:23
3. "On Your Way" – 4:31
4. "Twentytwofourteen" – 5:40
5. "The Outer Banks" – 4:23
6. "Over the Pond" – 4:55
7. "Another Day (Revised)" – 4:21
8. "Streamside" – 3:34
9. "Eastern Glow" – 6:06
10. "Moss Mountain Town" – 9:24

## Personal
- Jimmy LaValle @– vocal, guitarra, sintetizadores, teclados

Sigur Rós :
- Kjartan Sveinsson – Guitarras, campanas, glockenspiel, órganos
- Jón Þór Birgisson – Guitarra acústica, vocal
- Orri Páll Dýrason – Tambores
- Pall Jenkins – vocal, guitarras
- Gyða Valtýsdóttir – cellos
- Maria Huld Markan Sigfúsdóttir - violines
- Matthew Resovich – violines
- Scott Mercado – tambores